# Zacatlán
Zacatlán è una municipalità dello stato di Puebla, nel Messico centrale, il cui capoluogo è la località di Zacatlán de las Manzanas.
Conta 53.295 abitanti (2010) e ha una estensione di 176,64 km². 	 	
Il significato del nome della località in lingua nahuatl è luogo dove l'erba è abbondante.

## Monumenti e luoghi di interesse

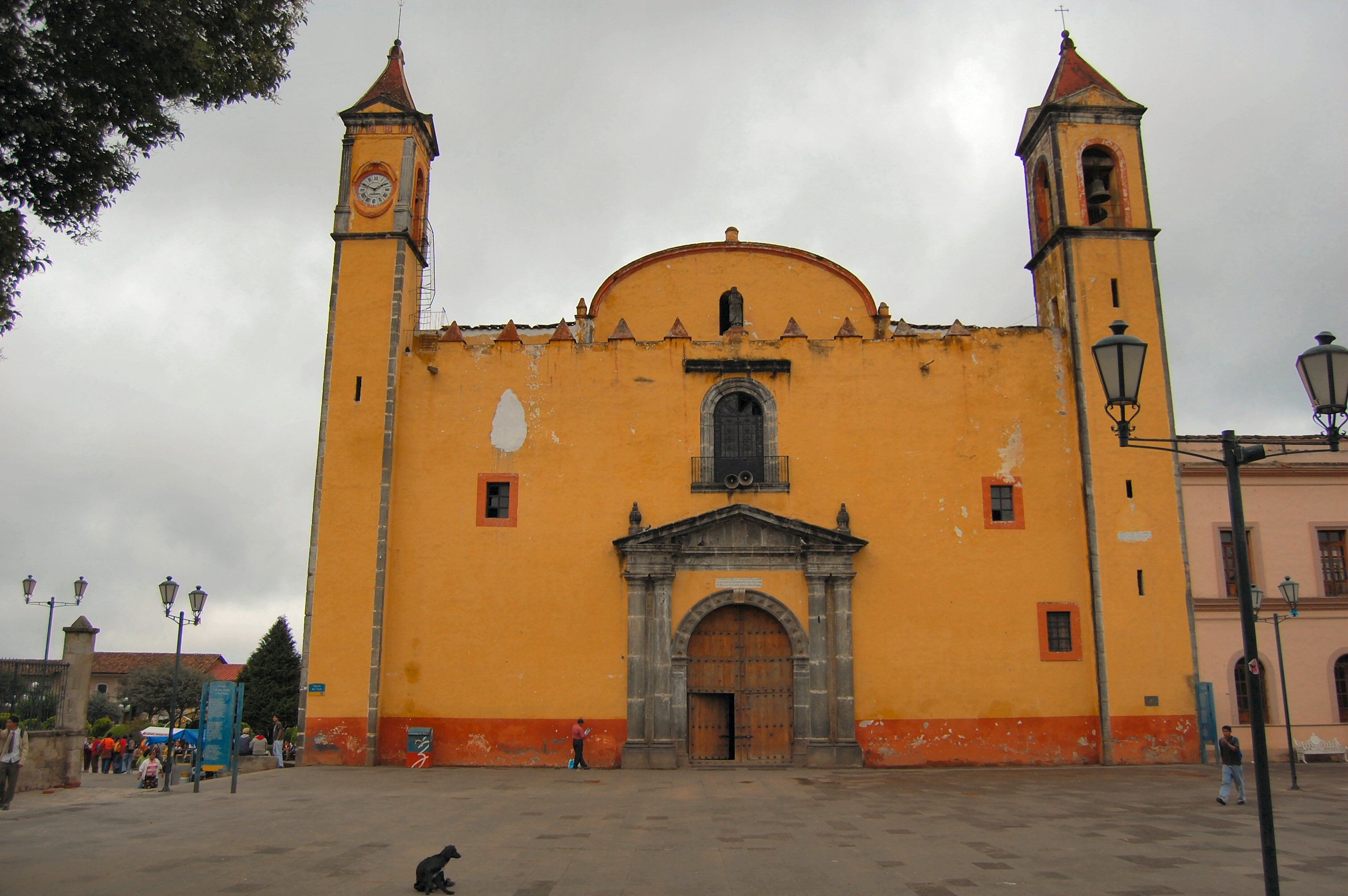
Ex convento francescano

- Ex convento francescano, risalente al XVI secolo